# Éthylphénidate
Pour les articles homonymes, voir EPH.
 (novembre 2023).
Si vous disposez d'ouvrages ou d'articles de référence ou si vous connaissez des sites web de qualité traitant du thème abordé ici, merci de compléter l'article en donnant les références utiles à sa vérifiabilité et en les liant à la section « Notes et références ».
L'éthylphénidate (EPH) est un psychostimulant et un produit proche du méthylphénidate.
Les deux substances ont des effets pharmacologiques très similaires, au détail que l'éthylphénidate est plus sélectif des récepteurs dopaminergiques que le méthylphénidate. Ils possèdent des puissances similaires mais on remarque une différence sur l'activité de la norépinéphrine, elle serait plus faible et provoquerait donc moins de crises de paranoïa et de stress.
Depuis mars 2015 ce NPS est interdit à la possession, vente et consommation en France.